# Лофтус, Джон Уэйн
Джо́н Уэ́йн Ло́фтус (англ. John Wayne Loftus; род. 1954) — американский писатель
, автор и редактор книг по атеизму, а также блогер; бывший евангелический пастор.

## Биография
Джон Лофтус родился 18 сентября 1954 года. В 1977 году в Христианском колледже Грейт-Лейкс получил степень бакалавра религиозного образования (англ. B.R.E.). В 1982 году под  руководством Джеймса Дина Штраусса в Линкольнском христианском колледже и семинарии получил степень магистра гуманитарных наук по теологии и философии и мастера богословия по теологии и философии. В 1985 году под руководством Уильяма Лэйна Крэйга в Евангелической богословской школе Святой Троицы получил степень магистра богословия по философии религии. В 1986—1987 годах учился в докторантуре по теологии и этике в Университете Маркетта, но не закончил обучение.
Лофтус был президентом ассоциации священнослужителей в городе Ангола. На протяжении четырнадцати лет нёс служение в качестве помощника пастора, пастора и старшего пастора реставрационистских Христианских церквей/Церквей Христа. В период служения в Иллинойсе, Мичигане и Индиане преподавал христианскую апологетику, герменевтику, христианскую этику и библеистику в Линкольнском христианском колледже и семинарии, а также введение в философию, философию религии и критическое мышление в Колледже округа Лейк, Общественном колледже Келлогга и Университете Трайна в качестве адъюнкт-профессора.
Пробыв в общей сложности двадцать лет евангельским христианином и христианским апологетом, Джон Лофтус стал испытывать сомнение в вере. В конце 1990-х годов окончательно отверг христианство и стал атеистом. С тех пор является автором и редактором книг, посвящённых атеизму и контр-апологетике. 

## Испытание веры с точки зрения стороннего наблюдателя
Лофтус предлагает верующим проверить свою религиозную веру с точки зрения стороннего наблюдателя: «Лучший способ проверить свою принятую религиозную веру - это взгляд со стороны без двойных стандартов, используя тот же уровень скептицизма, который используется для оценки других религиозных верований». «Это ничем не отличается от принца из истории о Золушке, который должен допросить сорок пять тысяч человек, чтобы узнать, какая девушка потеряла хрустальную туфельку на балу прошлой ночью. Все они утверждают, что это потеряли они».
Норман Гайслер,  Томас Талбот, Марк Ханна, Мэтью Фланнаган и Дэвид Маршалл выдвигали возражения относительно этого испытания. Лофтус отвечает на эти возражения в книгах «The Outsider Test For Faith» и «How To Defend The Christian Faith» .

## Сочинения

### Книги
- Loftus J. W. From Minister to Honest Doubter: Why I Changed My Mind. — Trafford Publishing[англ.], 2005. — 218 p.
- Loftus J. W. Why I Rejected Christianity: A Former Apologist Explains. — Trafford Publishing[англ.], 2006. — 278 p.
- Loftus J. W. Why I Became an Atheist: A Former Preacher Rejects Christianity. — Amherst, New York: Prometheus Books[англ.], 2008. — ISBN 978-1-59102-592-4.
- Loftus J. W. Why I Became an Atheist: Personal Reflections and Additional Arguments. — Trafford Publishing[англ.], 2008. — 179 p.
- Loftus J. W. The Christian Delusion: Why Faith Fails. — Prometheus Books[англ.], 2010. — 246 p. — ISBN 978-1-61614-168-4.
- Loftus J. W. Why I Became an Atheist: Personal Reflections and Additional Arguments (Revised & Expanded). — Amherst, New York: Prometheus Books[англ.], 2012. — 423 p. — ISBN 978-1616145774.
- Loftus J. W. The Outsider Test for Faith: How to Know Which Religion Is True. — Prometheus Books[англ.], 2013. — 144 p. — ISBN 978-1-61614-737-2.
- Loftus J. W., Rauser R.[англ.]. God or Godless?: One Atheist. One Christian. Twenty Controversial Questions. — Baker Books, 2013. — 208 p. — ISBN 978-1-4412-4069-9.
- Loftus J. W. How to Defend the Christian Faith: Advice from an Atheist. — Pitchstone Publishing[англ.], 2015. — 280 p. — ISBN 978-1-63431-056-7.
- Loftus J. W. Unapologetic: Why Philosophy of Religion Must End. — Pitchstone Publishing[англ.], 2016. — ISBN 978-1634310987.

### Редакция
- The End of Christianity / Ed. John W. Loftus. — Prometheus Books[англ.], 2011. — 435 p.
- Loftus J. W. Christianity Is Not Great: How Faith Fails / Ed. John W. Loftus. — Prometheus Books[англ.], 2014. — 555 p.
- Christianity in the Light of Science: Critically Examining the World's Largest Religion / Ed. John W. Loftus. — Prometheus Books[англ.], 2016. — 380 p. — ISBN 978-1-63388-173-0.
- Loftus, J. W., ed. (2019). The Case against Miracles. Hypatia Press. ISBN 9781839190087.
- Loftus, J. W., ed. (2021). God and Horrendous Suffering. Denver, CO: GCRR Press. ISBN 97817378469-1-8.
- Loftus, J. W., Price, Robert M., eds. (2021). Varieties of Jesus Mythicism: Did He Even Exist?. Hypatia Press. ISBN 978-1839191589.